# Qualifications pour la Coupe du monde de rugby à XV 2007
Navigation
Qualifications Coupe du monde 2003 Qualifications Coupe du monde 2011
Les qualifications pour la Coupe du monde de rugby à XV 2007 mettent aux prises 86 équipes nationales afin de qualifier douze formations pour rejoindre les huit qualifiés d'office  et disputer la phase finale qui se jouera au Stade de France, à Saint-Denis, en France. Les qualifications, qui se déroulent de 2004 à 2006, sont organisées par continents. De ce fait, la difficulté pour obtenir une place en phase finale dépend à la fois du niveau du jeu et du nombre de places réservées au continent d'origine d'une équipe.

## Liste des qualifiés
Huit équipes nationales sont qualifiées directement à la Coupe du monde 2007 à la suite de leurs performances respectives lors de la précédente Coupe du monde. L'Angleterre, l'Australie, la France, la Nouvelle-Zélande, l'Irlande, l'Écosse, le pays de Galles et l'Afrique du Sud, ayant participé au minimum aux quarts de finale de la précédente Coupe du monde sont qualifiées d'office. Douze autres places sont attribuées à la suite de qualifications continentales puis de barrages, appelés repêchages.
| Carte                                                                                        | Europe (FIRA-AER) 9 places dont une au pays hôte | Amérique du Sud (CONSUR) 1 place                      | Afrique (CAR) 2 places                            |
| -------------------------------------------------------------------------------------------- | --- | ----------------------------------------------------- | ------------------------------------------------- |
| Équipes participant aux qualifications pour la Coupe du monde 2007                           | - Angleterre : 6e phase finale - France : 6e - Irlande : 6e - Pays de Galles : 6e - Écosse : 6e - Italie : 6e - Roumanie : 6e - Géorgie : 2e - Portugal : 1re | - Argentine : 6e phase finale                         | - Afrique du Sud : 4e phase finale - Namibie : 3e |
| Océanie (FORU) 5 places                                                                      | - Angleterre : 6e phase finale - France : 6e - Irlande : 6e - Pays de Galles : 6e - Écosse : 6e - Italie : 6e - Roumanie : 6e - Géorgie : 2e - Portugal : 1re | Amérique du Nord, Antilles, Caraïbes (NACRA) 2 places | Asie (ARFU) 1 place                               |
| - Australie : 6e phase finale - Nouvelle-Zélande : 6e - Fidji : 5e - Samoa : 5e - Tonga : 5e | - Angleterre : 6e phase finale - France : 6e - Irlande : 6e - Pays de Galles : 6e - Écosse : 6e - Italie : 6e - Roumanie : 6e - Géorgie : 2e - Portugal : 1re | - Canada : 6e phase finale - États-Unis : 5e          | - Japon : 6e phase finale                         |

## Résultats des qualifications par confédération

### Europe
L’Angleterre (championne du monde en 2003), la France (demi-finaliste) ainsi que l’Écosse, l’Irlande et le Pays de Galles (quart de finalistes) sont automatiquement qualifiés. Les autres équipes s'affrontent dans une phase de qualification organisée en six tours. Les trois équipes arrivant en tête sont qualifiées, et la quatrième dispute un match de barrage contre le second de la zone Afrique puis éventuellement contre le quatrième de la zone Amériques.

#### Position finale (5etour)
| Rang | Équipe   | Pts | J | G | N | P | Bp  | Bc  | Diff |
| ---- | -------- | --- | - | - | - | - | --- | --- | ---- |
| 1    | Italie   |     | 2 | 2 | 0 | 0 | 150 | 7   | +143 |
| 2    | Portugal |     | 2 | 1 | 0 | 1 | 26  | 106 | -80  |
| 3    | Russie   |     | 2 | 0 | 0 | 2 | 30  | 93  | -63  |

| Rang | Équipe   | Pts | J | G | N | P | Bp | Bc | Diff |
| ---- | -------- | --- | - | - | - | - | -- | -- | ---- |
| 1    | Roumanie |     | 2 | 2 | 0 | 0 | 63 | 28 | +35  |
| 2    | Géorgie  |     | 2 | 1 | 0 | 1 | 45 | 43 | +2   |
| 3    | Espagne  |     | 2 | 0 | 0 | 2 | 43 | 80 | -37  |

#### Matches de barrage
| Équipe 1 | Résultat | Équipe 2 | Aller  | Retour  |
| -------- | -------- | -------- | ------ | ------- |
| Portugal | 26 - 20  | Maroc    | 10 - 5 | 16 - 15 |
| Portugal | 24 - 23  | Uruguay  | 12 - 5 | 12 - 18 |

#### Qualifiés
À la fin du processus de qualification, les huit places dévolues à la zone Europe sont :
 Angleterre,  France,  Écosse,  Irlande,  Pays de Galles
  Italie,  Roumanie,  Géorgie,  Portugal.

### Afrique
L’Afrique du Sud, quart de finaliste en 2003, est automatiquement qualifiée. Les autres équipes s'affrontent dans une phase de qualification organisée en quatre tours. L'équipe vainqueur est qualifiée pour l'épreuve finale, et la seconde dispute un match de barrage contre le quatrième de la zone Europe.

#### Position finale (3etour)
| Tour 3 \| Équipe 1 \| Résultat \| Équipe 2 \| Aller \| Retour \| \| -------- \| -------- \| -------- \| ------ \| ------ \| \| Namibie \| 52 - 15 \| Maroc \| 25 - 7 \| 27 - 8 \| |          |          |        |        |
| Équipe 1 | Résultat | Équipe 2 | Aller  | Retour |
| Namibie | 52 - 15  | Maroc    | 25 - 7 | 27 - 8 |

La Namibie est qualifiée pour la Coupe du monde de rugby à XV 2007. Le Maroc est repêché.

#### Match de barrage
| Équipe 1 | Résultat | Équipe 2 | Aller  | Retour  |
| -------- | -------- | -------- | ------ | ------- |
| Maroc    | 20 - 26  | Portugal | 5 - 10 | 15 - 16 |

#### Qualifiés
Les deux places de la zone Afrique sont occupées par :
 Afrique du Sud
 Namibie

### Amériques
Aucune nation du continent n'a été qualifiée automatiquement. Les équipes s'affrontent donc dans une phase de qualification organisée en quatre tours. Les deux équipes arrivant en tête de leur groupe respectif sont qualifiées, et le deuxième dispute le 4e tour. L'équipe perdante dispute un barrage contre le vainqueur du match des deux repêchés de la zone Europe et Afrique.

#### Position finale

##### 3etour
| Rang | Équipe    | Pts | J | G | N | P | Bp | Bc  | Diff |
| ---- | --------- | --- | - | - | - | - | -- | --- | ---- |
| 1    | Argentine |     | 2 | 2 | 0 | 0 | 86 | 13  | +73  |
| 2    | Uruguay   |     | 2 | 1 | 0 | 1 | 43 | 41  | +2   |
| 3    | Chili     |     | 2 | 0 | 0 | 2 | 28 | 103 | -75  |

| Rang | Équipe     | Pts | J | G | N | P | Bp  | Bc  | Diff |
| ---- | ---------- | --- | - | - | - | - | --- | --- | ---- |
| 1    | Canada     |     | 2 | 2 | 0 | 0 | 125 | 10  | +115 |
| 2    | États-Unis |     | 2 | 1 | 0 | 1 | 98  | 56  | +42  |
| 3    | Barbade    |     | 2 | 0 | 0 | 2 | 3   | 160 | -157 |

Le Canada ainsi que l'Argentine sont directement qualifiés pour la Coupe du monde. L'Uruguay et les États-Unis sont reversés au Tour 4.

##### 4etour
| Équipe 1   | Résultat | Équipe 2 | Aller   | Retour |
| ---------- | -------- | -------- | ------- | ------ |
| États-Unis | 75 - 20  | Uruguay  | 42 - 13 | 33 - 7 |

Les États-Unis sont qualifiés pour la Coupe du monde. L'Uruguay est reversé au match de barrage.

#### Matchs de barrage (6etour)
| Équipe 1 | Résultat | Équipe 2 | Aller  | Retour  |
| -------- | -------- | -------- | ------ | ------- |
| Portugal | 24 - 23  | Uruguay  | 12 - 5 | 12 - 18 |

#### Qualifiés
Argentine,  Canada et  États-Unis.

### Asie
Les équipes de la zone s’affrontent dans une phase de qualification organisée en trois tours. La première équipe du tour final est qualifiée pour l'épreuve finale, et la seconde dispute un match de barrage contre le troisième de la zone Océanie (Tonga).

#### Liste des participants aux qualifications
| - Chine - Corée du Sud - Golfe Persique - Guam |  | - Hong Kong - Inde - Japon - Kazakhstan |  | - Malaisie - Singapour - Sri Lanka - Taipei chinois - Thaïlande |

#### Qualifié
| - Japon |

### Océanie
L’Australie et la Nouvelle-Zélande, respectivement finaliste et demi-finaliste en 2003, sont automatiquement qualifiées. Les autres équipes s'affrontent dans une phase de qualification organisée en quatre tours. Les deux équipes arrivant en tête sont qualifiées, et la troisième dispute un match de barrage contre la seconde de la zone Asie.

#### Liste des participants aux qualifications
| - Fidji - Îles Cook - Îles Salomon |  | - Niue - Papouasie-Nouvelle-Guinée - Samoa |  | - Tahiti - Tonga - Vanuatu |

#### Qualifiés
| - Australie (qualifiée d’office) - Nouvelle-Zélande (qualifiée d’office) - Samoa (Océanie 1) - Fidji (Océanie 2) - Tonga (Barrage) |